# Art Ross

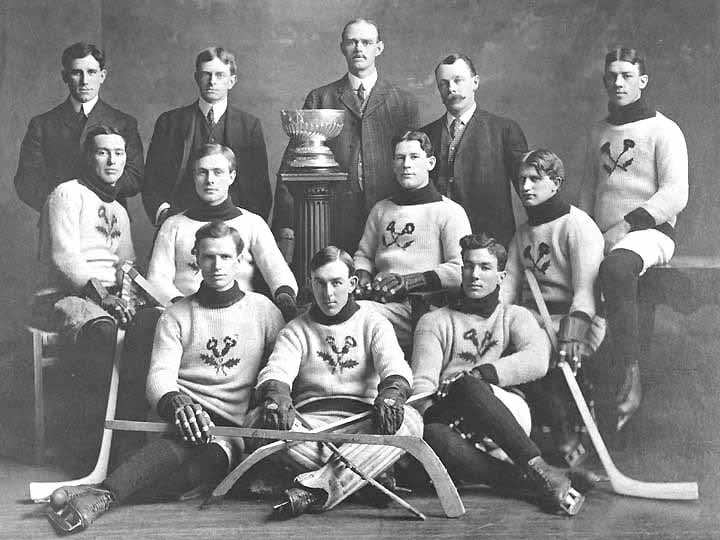
Art Ross, till höger i främre raden, med Kenora Thistles 1907 sedan laget vunnit Stanley Cup.

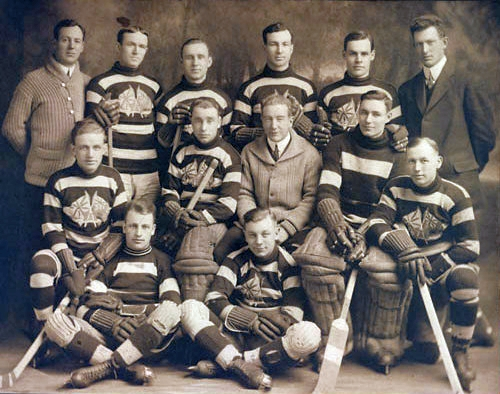
Art Ross, trea från höger i övre raden, med Ottawa Senators NHA-säsongen 1914–15.

Arthur Howey "Art" Ross, född 13 januari 1886 i Naughton, Ontario, död 5 augusti 1964 i Medford, Massachusetts, var en kanadensisk professionell ishockeyspelare, ishockeytränare och ishockeyledare.

## Karriär
Art Ross, som var back till positionen, spelade i NHA för Haileybury Comets, Montreal Wanderers och Ottawa Senators. Han spelade även tre matcher i NHL för Montreal Wanderers under ligans första säsong 1917–18 och gjorde ett mål. Ross var med och vann Stanley Cup med Kenora Thistles 1907 och med Montreal Wanderers 1908.
Som tränare ledde Ross NHL-lagen Montreal Wanderers, Hamilton Tigers och Boston Bruins. Med Boston Bruins, som han också fungerade som sportdirektör för från 1924 till 1954, vann han Stanley Cup som tränare säsongen 1938–39. 1938 blev han amerikansk medborgare.
Art Ross valdes in i Hockey Hall of Fame 1949.
Art Ross Trophy, som tilldelas den spelare i NHL som gjort flest poäng under grundserien, donerades av Ross till ligan 1947.

## Statistik
CAHL = Canadian Amateur Hockey League, MHL = Manitoba Hockey Association, ECAHA = Eastern Canada Amateur Hockey Association, UOVHL = Upper Ottawa Valley Hockey League, TPHL = Timiskaming Professional Hockey League, CHA = Canadian Hockey Association
| 1905               | Montreal Westmount    | CAHL               | 8   | 10 | 0  | 10 | —   | — | — | — | — | —  |
| 1905–06            | Brandon Wheat Cities  | MHL                | 7   | 6  | 0  | 6  | —   | — | — | — | — | —  |
| 1906–07            | Brandon Wheat Cities  | MHL                | 10  | 6  | 3  | 9  | 11  | 2 | 1 | 0 | 1 | 3  |
| 1907               | Kenora Thistles       | Stanley Cup        | —   | —  | —  | —  | —   | 2 | 0 | 0 | 0 | 10 |
| 1907–08            | Montreal Wanderers    | ECAHA              | 10  | 8  | 0  | 8  | 27  | – | – | – | – | –  |
|                    | Montreal Wanderers    | Stanley Cup        | –   | –  | –  | –  | –   | 5 | 3 | 0 | 3 | 23 |
| 1907–08            | Pembroke Lumber Kings | UOVHL              | 1   | 5  | 0  | 5  | —   | — | — | — | — | —  |
| 1908               | Montreal Wanderers    | Stanley Cup        | –   | –  | –  | –  | –   | 2 | 0 | 0 | 0 | 13 |
| 1909               | Montreal Wanderers    | ECAHA              | 9   | 2  | 0  | 2  | 30  | – | – | – | – | –  |
| 1908–09            | Cobalt Silver Kings   | TPHL               | —   | —  | —  | —  | —   | 2 | 1 | 0 | 1 | 0  |
| 1909–10            | All-Montreal HC       | CHA                | 4   | 4  | 0  | 4  | 3   | — | — | — | — | —  |
| 1910               | Haileybury Comets     | NHA                | 12  | 6  | 0  | 6  | 25  | — | — | — | — | —  |
| 1910–11            | Montreal Wanderers    | NHA                | 11  | 4  | 0  | 4  | 24  | — | — | — | — | —  |
| 1911–12            | Montreal Wanderers    | NHA                | 18  | 16 | 0  | 16 | 35  | — | — | — | — | —  |
|                    | NHA All-Stars         | —                  | 3   | 4  | 0  | 4  | 0   | — | — | — | — | —  |
| 1912–13            | Montreal Wanderers    | NHA                | 19  | 11 | 0  | 11 | 58  | — | — | — | — | —  |
| 1913–14            | Montreal Wanderers    | NHA                | 18  | 4  | 5  | 9  | 74  | — | — | — | — | —  |
| 1914–15            | Ottawa Senators       | NHA                | 16  | 3  | 1  | 4  | 55  | 5 | 2 | 0 | 2 | 0  |
| 1915–16            | Ottawa Senators       | NHA                | 21  | 8  | 8  | 16 | 69  | — | — | — | — | —  |
| 1916–17            | Montreal Wanderers    | NHA                | 16  | 6  | 2  | 8  | 66  | — | — | — | — | —  |
| 1917–18            | Montreal Wanderers    | NHL                | 3   | 1  | 0  | 1  | 12  | — | — | — | — | —  |
| MHL totalt         | MHL totalt            | MHL totalt         | 17  | 12 | 3  | 15 | 11  | 2 | 1 | 0 | 1 | 3  |
| ECAHA totalt       | ECAHA totalt          | ECAHA totalt       | 19  | 10 | 0  | 10 | 57  | – | – | – | – | –  |
| NHA totalt         | NHA totalt            | NHA totalt         | 131 | 56 | 16 | 72 | 406 | 5 | 2 | 0 | 2 | 0  |
| NHL totalt         | NHL totalt            | NHL totalt         | 3   | 1  | 0  | 1  | 12  | — | — | — | — | —  |
| Stanley Cup totalt | Stanley Cup totalt    | Stanley Cup totalt | –   | –  | –  | –  | –   | 9 | 3 | 0 | 3 | 46 |